# Bellerophon (Under the Dome)
Bellerophon is een studioalbum van de Britse muziekgroep Under the Dome. Na het album The Demon Haunted World uit 1998 zag het ernaar uit dat Under the Dome zou doorbreken bij het grote publiek binnen de stijl elektronische muziek. Het liep anders; de opvolger Bellerophon liet te lang op zich wachten en de interesse was daarom wat weggeëbd. De volgende albums verschenen grotendeels alleen nog in eigen beheer en in kleine oplagen.
De muziek van het album behoort toe aan de Berlijnse School voor elektronische muziek, maar af en toe vallen de heren terug op erg eenvoudige deuntjes. Aan de andere kant zijn er ook tracks met sequencers en meerdere lagen. Het album is geheel volgespeeld met digitale apparatuur.

## Musici
- Grant Middleton – synthesizers en elektronica
- Colin Anderson – synthesizers en gitaren

## Muziek
| Nr. | Titel                 | Duur |
| --- | --------------------- | ---- |
| 1.  | Liquid Sky            | 3:04 |
| 2.  | Launch                | 5:34 |
| 3.  | Drift                 | 4;12 |
| 4.  | The Long Rain         | 5:50 |
| 5.  | Sun Dome              | 2:07 |
| 6.  | Return                | 4:24 |
| 7.  | Keto-Enol Tautomerism | 2:53 |
| 8.  | Nightfall             | 3:59 |
| 9.  | Event Horizon         | 7:33 |
| 10. | C-57D                 | 5:02 |
| 11. | Altair IV             | 2:31 |
| 12. | Solar Gravity         | 7:31 |